# Гордън Браун
Джеймс Гордън Браун (на английски: James Gordon Brown) е британски политик, член на британския парламент, бивш министър-председател (27 юни 2007 - 11 май 2010) на Обединеното кралство и лидер на Лейбъристката партия от 2007 до 11 май 2010. До 27 юни 2007 е канцлер на хазната на Обединеното кралство (длъжност, отговаряща на министър на финансите). Водач на лейбъристката партия от 24 юни 2007 г. до 11 май 2010 година. Член на британския парламент от 1983 до 2005 г., където е представител на избирателния район Дънфърмлин Ист, област Файф. След реорганизацията в системата за парламентарни избори в Шотландия, Браун е избран за депутат от район Кърколди и Каудънбийт.
Роден е на 20 февруари 1951 година в Глазгоу, Шотландия. Едното око на Браун е изкуствено, тъй като той го загубва при игра на ръгби като младеж. Оглавява Министерството на финансите от май 1997 г. в продължение на десет години и два месеца, като по този начин държи рекорда за най-продължително управление на този пост след Николас Ванситарт (1812-1823). Един от най-влиятелните хора в правителството на Тони Блеър, заедно с вицепремиера Джон Прескът.
На 11 май 2007 г. започва предизборна кампания за парламентарни избори, която той озаглавява „Гордън Браун за Великобритания“. Получава 308 гласа в своя подкрепа, което практически му осигурява премиерската длъжност. След оттеглянето на Тони Блеър на 27 юни 2007 г., Браун е поканен от Елизабет II да образува свое правителство, информира Би Би Си.
На 10 май 2010 обявява своето намерение да се оттегли от лидерския пост в Лейбъристката партия и дава инструкции партията да започне процедура по избор на нов лидер. На 11 май 2010 г. подава оставка като министър-председател на Обединеното кралство и лидер на Лейбъристката партия.

## Източнци
1. ↑  Mackenzie, Suzie. Will he? Won't he? //  The Guardian.   София, Guardian Media Group, 25 септември 2004. Посетен на 6 юли 2012.
2. ↑  Blair will stand down on 27 June, Би Би Си, 10 май 2007 г.
3. ↑  Gordon Brown 'stepping down as Labour leader' //  BBC News.   10 май 2010. Посетен на 10 май 2010.